# イサミ
イサミは、主に武道・格闘技用品の製造・販売を行う日本の企業である。日本全国に、格闘技プロショップ「イサミ」を展開している。

## 沿革
- 1952年（昭和27年）：東京都渋谷区上原において磯柔剣道衣商会を創立。
- 1963年（昭和38年）3月：新潟県豊栄市に新潟工場を新設。またトレーニングウェア等の販売を開始。
- 1966年（昭和41年）6月：東京都渋谷区内に八幡武道具製作所を設立。
- 1972年（昭和47年）7月：資本金600万円で有限会社に組織変更。
- 1978年（昭和53年）4月：府中刑務所内に工場を新設。また八幡武道具製作所を有限会社へ組織変更し、社名を八幡武道具に変更。
- 1982年（昭和57年）9月：本社を東京都渋谷区富ヶ谷へ移転。
- 1986年（昭和61年）1月：株式会社へ組織変更すると同時に現社名に変更。
- 1988年（昭和63年）4月：府中刑務所内工場を閉鎖。
- 1999年（平成11年）9月：本社を埼玉県久喜市へ移転。
- 2005年（平成17年）8月：本社を現在地に移転。

## 店舗
- 東京、横浜、名古屋、大阪、札幌、福岡、ソウル（韓国）